# ブルーヘブンを君に
『ブルーヘブンを君に』（ブルーヘブンをきみに）は、2021年6月11日に公開の日本映画。秦建日子による同名小説を原作とし、秦自身が脚本・監督も兼任する。主演は本作が映画初主演となる由紀さおり。

## 概要
岐阜県を舞台に、不可能とされていた青いバラを生み出した実在のバラ育種家をモデルにしたドラマ。
当初は2020年6月5日に公開予定だったが、新型コロナウイルス感染拡大の影響を鑑みて延期され、同年12月22日に改めて2021年6月11日に公開予定と発表された。

## あらすじ
岐阜県に住む60代女性・鷺坂冬子は、バラ園で様々なバラを育てており、青いバラ「ブルーヘブン」には特に思い入れがあった。毎日ウォーキングをする冬子は、実はガンと診断されていたが家族には秘密にしており、明るく前向きに暮らしていた。そんんなある日「人生でやり残したことはないか？」と考えた冬子の脳裏に、初めて恋心を抱いた10代の頃の思い出が蘇る。
高校生だった冬子はある日、ハンググライダーの練習をする男子高校生・たかのと出会い、交流する中で彼に惹かれていった。残念ながら冬子の初恋は実らなかったが、たかのとの出会いがその後「ブルーヘブン」を開発するきっかけとなった。「やり残したこと」を考えながらふと空を見た冬子は、「私、ハンググライダーでこの空を飛びたい！」と思い立つ。
冬子は、ハンググライダーの機体などを扱う販売店に訪れ、店主から飛行には資格取得や技術を学ぶ講習があることを知る。冬子は、店主に「（岐阜県内の）池田山」からどうしても1人で飛びたい」と伝えるが、店には彼女1人で飛べそうな機体はなかった。冬子からハンググライダーの話を聞いた孫の蒼汰は、自動車修理工をする同年代の女性・鈴木夏芽に祖母の夢を聞かせて協力してもらうことに。
夏芽がハンググライダーの機体を作る中、冬子が数日間入院したことで蒼汰たち家族は冬子ががんで余命半年であることを知る。それでも冬子は夢を叶えるため、退院後に再びウォーキングなどをしてハンググライダー操縦に必要な筋力を鍛え続ける。日常生活を楽しんできた冬子だが、息子（蒼汰の父）から検査入院するよう頭を下げられ、根負けして了承する。しかし入院当日、冬子は息子に「蒼汰とちょっと寄り道してから病院に行く」との書き置きを残して山に向かう。
池田山の斜面で夏芽が見守る中、座ったままで乗れるタイヤ付きのハンググライダーに乗った冬子は、蒼汰に機体を押してもらって空に飛び立つ。憧れの青い空を飛びながら、冬子は初恋相手であるたかのとの日々を思い返す。たかのは当時、冬子に「今度池田山から飛ぶんだ」と嬉しそうに語っていたが、その夢を果たすことなく急死していた。
滑空しながら持参した青いバラを取り出した冬子は、天国にいるたかのに向かって「このバラはブルーヘブン。私が作った青いバラだよ」と語りかける。すると冬子の脳裏に現れた同年代に成長した彼から、苦労して青いバラを作り出したことを称えられて満足そうに微笑む。空での素晴らしいひと時を過ごした冬子は平地に無事着地し、駆けつけた蒼汰や夏芽と飛行成功の喜びを分かち合う。

## キャスト
鷺坂冬子（さぎさか）
演 - 由紀さおり
鷺坂バラ園を息子夫婦と経営している。歳は、60代半ば。バラ園での農作業の他、ウォーキングが日課で、始めてから一日も欠かさず歩いており、冒頭で通算100万歩を目指して歩き出す。過去にがんが発覚して治療したが、その後再発してステージ4の状態となった。主治医から余命は約半年と言われているが、自身は年齢を踏まえて薬や化学療法で無理に引き伸ばさず、これまで通りの生活を送りながら最期を迎えることを願う。家族にはがんのことを伏せており、お腹に痛みがあっても表向き「頑固な便秘」などと誤魔化している。
朗らからな性格。町を移動する時は、パステルブルー色の軽自動車に乗っている。作中で社会科見学に訪れた小学生たちに、自身が作り上げた青いバラ「ブルーヘブン」について説明する。本人によると、「青いバラの開発には、技術的な難しさや時間もかかったが、それらも含めて試行錯誤自体を楽しみ、開発後は喜びもひとしおだった」とのこと。ハンググライダーで空を飛ぶ夢を持った後、自宅の縁側の上部に作られたハンググライダーのヒモ状のハンドルを用いて旋回時の練習を始める。
鷺坂蒼汰
演 - 小林豊（BOYS AND MEN）
冬子の孫。20代後半ぐらいの青年。同年代の女性・夏芽と合コンで知り合い、交流を始めて間もない状態。以前は数か月間鮎料亭で働いていたが、合コン直前にクビになり、ニートになったばかり。移動時は、バイクを利用している。自身の名付け親は、冬子。子供の頃に家庭のことでかなり落ち込んだ時に、冬子に地元の見晴らしのよい高台に連れて行ってもらい、そこで祖母といっしょに歌を歌って励まされたことを感謝している。冬子からハンググライダーで飛ぶための協力を頼まれるが、ハンググライダーというものをよく知らないため、機体販売店の店主に教わって自ら機体を担ぐ体験するなどして祖母の夢をサポートする。
鈴木夏芽
演 - 柳ゆり菜
ダイハツ系列の自動車整備工場で働く修理工。合コンで蒼汰と出会った後、スマホなどでやり取りを始めたが、ある日突然彼からの連絡が途絶えたため、彼に怒りの感情を持っている状態。後日、ハンググライダーの部品を壊して整備工場に修理に来た蒼汰と再会し、上記の怒りを持ちながらも、冬子の夢の話を聞いて協力し始める。小学生の頃に、鷺坂バラ園に社会科見学で訪れたことがあり、その際ものづくり（バラの育成）をする冬子に出会ったことがきっかけで自動車修理工になった。冬子のために自宅でハンググライダー「ブルーヘブン号」の設計図を書き、仕事の合間を縫って制作に取り掛かる。
父・一郎の舎弟からは、「美人」と評されている。一見するとどこにでもいそうな穏やかな女性だが、怒ると気が強い性格で手荒い行動も取る。また、父との仲は悪くはないが、過保護に育てられてきたことに不満を抱いている。
恩田正樹
演 - 本田剛文（BOYS AND MEN）
蒼汰の弟。ダイハツ（自動車販売会社）の営業社員。5歳の頃、両親が離婚して母親に連れられて家を出た。仕事時は丁寧な物腰だが、夏芽からは「仕事とプライベートで人格が変わる」と評されている。町の移動時は、青い軽自動車に乗っている。
仕事関係先である自動車整備工場に訪れていることから夏芽と顔見知りとなり、プライベートでも親しくしている。以前蒼汰に夏芽との合コンをセッティングしたが、彼女から「突然音信不通になった」と告げられたため、後日兄に怒る。その際、蒼汰が知らぬ間にニートになっていたことを知る。以前は、ハーフ顔でぶりっ子な女性がタイプだったが、蒼汰に夏芽を紹介した後彼女に好意を寄せ始める。蒼汰との小競り合いや夏芽への片思いなどをしながらも、3人で冬子のハンググライダーへの挑戦に協力する。
鷺坂たけし
演 - おかやまはじめ
冬子の息子。自宅のバラ園で働いている。バラ園の従業員だった前妻と職場結婚したが、正樹が幼い頃に離婚した後、現在の妻と再婚した。冒頭でウォーキングで通算・百万歩を目指して自宅から歩き出そうとする冬子に、年齢を考慮して運動するよう注意喚起する。その後冬子がステージ4のがんを患っていることを知り、岐阜県内のがんセンターに空きができたため、母に検査入院するよう必死に説得する。
鷺坂ちあき
演 - 岩橋道子
たけしの妻（後妻）。蒼汰の義理の母。冒頭で冬子が少し気分が悪くなった素振りを見せたため、身体を心配する。バラ園に現れた夏芽が、冬子に何やら「私が、命を預かることになる」と発言したのを耳にし、「お義母さん（冬子）は、重い病気なのでは？」と不安になる。
バラ園の従業員
演 - 柊瑠美
鷺坂バラ園で働く従業員。冬子が緊急搬送された数日後の夜、蒼汰の両親と一緒になって彼を取り囲み、祖母の健康状態について何か知っていることがあるなら白状するよう問いただす。
少女時代の冬子
演 - 小池里奈
1973年当時は、高校生だった。実家がバラ農家をしている。ある日の学校帰りの広い土手沿いの田舎道で、ハンググライダーの練習中の男子高校生・たかのとちょっとぶつかったことで出会った。数日後図書館でバラについて本で調べていたところ、追試の勉強をしに来たたかのと再会し、以後交流をする内に彼に好意を持ち始める。ある時たかのが「（当時まだ存在しない）青いバラがあればいいな」と呟いたことをきっかけに、その後青いバラの開発を始める。
たかのそうた
演 - 中田圭祐
故人。冬子と同じ高校に通う男子生徒で、彼女の初恋相手。勉強は苦手で、作中では英語や数学など数科目の追試を受ける予定であることが語られる。子供の頃に親の転勤で、一時関東に住んでいたことがある。青色が好きで、青い空や青い海も好き。
趣味でハンググライダーをしており、放課後に田舎道沿いの土手を使ってレンタルのハンググライダーで飛ぶ練習に励んでいた。冬子と出会ってから図書館で会話したり、自身お勧めのひつまぶしを食べに飲食店に訪れるなど交流していた。バイトで貯めた金で念願のハンググライダーを購入した後、冬子に「今度の日曜日に池田山から飛ぶから見に来てほしい」と告げていたが、その日を迎える前に急死した（死亡時の詳細は不明）。
冬子の同年代に成長したたかの
演 - 寺泉憲
冒頭で作中の町の道路脇に佇んでいたところ、ウォーキング中の冬子が倒れ込んだのを目撃し、救急車で運ばれる彼女に病院まで付き添う。実は幽霊で、作中では何度か冬子の前に現れているが、自身の存在は見えていない。しかしその後、ハンググライダーで空を飛ぶ冬子の脳裏（作中の演出では、トンネルの入口のような場所）で彼女と会話する。
川越恵一
演 - 大和田獏
町の総合病院に勤務する医者。過去のお見合いで冬子と出会い、以後顔なじみとなった。その見合いで冬子にプロポーズしてフラれたが、現在も彼女に好意を寄せている。がんの再発時に冬子が、「家族に病気を打ち明ける」と言っていたのに、未だに（本作開始時）告知していなかったため、苦言を呈する。がん治療に消極的な冬子の身体を心配し、入院してちゃんと治療を受けるよう説得する。後日冬子が、がんセンターに検査入院するこを知り、彼女を送迎するたけし夫妻に付き添う。
鈴木一郎
演 - 寺脇康文
夏芽の父で、ヤクザで鈴木組の三代目組長。5年前に妻を亡くして以降、夏芽と2人で暮らしてきた。娘想いな性格で娘の恋愛に反対しており、これまで男が寄りつかないよう目を光らせてきた。冒頭で2人の舎弟に命じて蒼汰を拉致し、彼に夏芽と交際しないよう脅してスマホから娘の電話番号の削除とLINEのブロックを強要する。
仕事の合間に、自宅でインストラクターを招いて筋力トレーニングをしている。その際、3年前の誕生日にもらった夏芽お手製の腹筋ローラーを愛用している。後日夏芽からの頼みで、冬子のハンググライダー初飛行に舎弟2人と協力し、着地予定地で彼女が無事着地するための網を張る。
ハンググライダー販売店店主
機体を買いに来た冬子に、ハンググライダーについて色々と説明する。冬子に飛行には資格取得のために講習を受ける必要がある他、約30kgある機体を担いで走る脚力、機体を安定させるための腕力や体幹も必要であることと告げる。また、高齢女性ということもあって、冬子にインストラクターとの2人乗りでのハンググライダーがあることを教える。翌日店にやって来た蒼汰から「祖母1人で乗れるように何とかできませんか」と言われるが、彼がハンググライダーを軽く考えていたため、彼を連れて山の斜面に訪れて機体を担いで斜面を下る体験をさせる。
女性医師
がん闘病中の冬子の主治医。物語の中盤で、冬子に「手術は難しいが、化学療法でがん細胞の増加を抑えられる可能性がある」ということを伝える。化学療法の副作用によりこれまでのような生活が送れなくなることを不安視する冬子に、余命を伸ばせる可能性があることを伝えた上で、最終的な判断は彼女自身で決めるよう告げる。
その他
演 - 鈴木信二、関口アナン、松嶋亮太、田村侑久（BOYS AND MEN）、今枝桜

## スタッフ
- 原作：秦建日子『ブルーヘブンを君に』（河出文庫刊）
- 監督：秦建日子
- 脚本：秦建日子、小林昌
- 主題歌：由紀さおり「愛は花、君はその種子」
- 製作：上條典夫、谷口誠治、後藤一俊、井戸義郎、野儀健太郎
- エグゼクティブプロデューサー：中西康浩、山口貢、竹田太郎、大島斉、伊神悟
- プロデューサー：内海直大、中村武史、石塚清和
- アソシエイトプロデューサー：村田徹
- 音楽：Jirafa
- 撮影：大内泰
- 照明：宗賢次郎
- 録音：石貝洋
- 美術：野々垣聡
- 装飾：中山まこと
- スタイリスト：井手珠美
- ヘアメイク：田﨑ちひろ、及川英子
- 編集：西尾光男
- 記録：稲葉明子
- 制作担当：竹田和史
- 助監督：北川博康
- 後援：岐阜県
- 特別協力：池田町、揖斐川町、大野町、大垣市
- 協力：産業経済新聞社
- 支援：地方創生ムービー2.0で岐阜を元気にする会、大垣フィルムコミッション
- 特別協賛：岐阜ダイハツ販売
- 協賛：アピ、岐阜鰻たむろ、大垣共立銀行、足リラシート、KAWAMOTO ROSE GARDEN、イオンモール
- 配給：ブロードメディア・スタジオ
- 制作プロダクション：ファインエンターテイメント
- 製作：「ブルーヘブンを君に」製作委員会（電通、東海テレビ放送、フォーチュンエンターテイメント、フォワードインターナショナル、中広、サンデーフォークプロモーション、中日新聞社、フェローズ）